# Joseph von Weilen

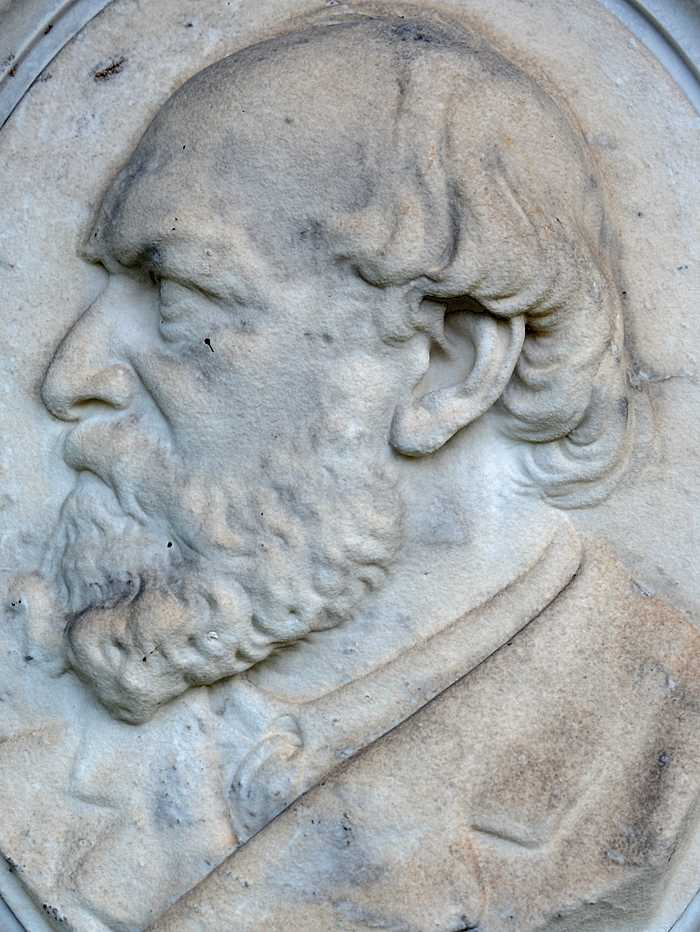
Bildnis auf dem Grabmal

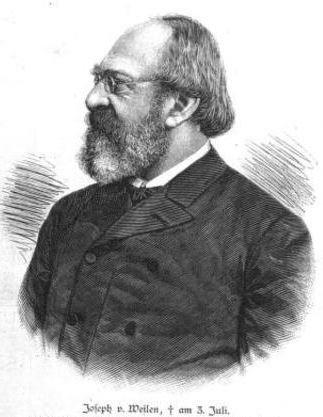
Joseph von Weilen

Joseph Weil, ab 1874 Weil Ritter von Weilen, (häufig auch Josef; * 28. Dezember 1828 in Tetin bei Prag; † 3. Juli 1889 in Wien) war ein österreichischer Schriftsteller.

## Leben
Weilen stammte aus ärmlichen Verhältnissen, aus einer jüdischen Familie. Durch die Unterstützung von wohlhabenden Verwandten konnte er das Prager Gymnasium besuchen. Dort brachte er allerdings nicht die gewünschten Leistungen. Anstatt in seine Heimat zurückzukehren, floh er mit einer Schauspielergruppe und durchlebte mehrere Wanderjahre. 1848 taucht er in Laibach wieder auf. Dort kommt sein Stück Die Revolution des 24. Februar in Paris oder Ludwig Philipp König von Frankreich zur Aufführung. Er geriet in den Unruhen von 1848 in Haft, wurde allerdings in die Armee übernommen. Dort durchlief er schnell die unteren Ränge und wurde bereits im Dezember 1849 zum Offizier befördert. Der junge Offizier stand in der Gunst der Vorgesetzten. 1852 wurde er im Rang eines Oberleutnants Lehrer für Geschichte und Geographie an der Kadettenschule Hainburg. 1854 folgte er einem Ruf als Professor der Geschichte an die Genie-Akademie Znaim.
Weilen wurde 1861 Skriptor an der Hofbibliothek in Wien und verließ damit den militärischen Dienst. In dieser Zeit baute er auch sein schriftstellerisches Wirken aus. Er war an der Bibliothek bis 1873 tätig. 1862 erhielt er zusätzlich eine Professur an der k.u.k. Kriegsschule. Daneben wurde er Lehrer am Wiener Konservatorium. An dieser Einrichtung gründete er mit Salomon Hermann Mosenthal eine Schauspielschule, deren Direktor er ab 1873 war. 1883 wurde er Präsident des Journalisten- und Schriftstellervereins Concordia und 1884 wurde er Redaktionsleiter der deutschen Redaktion des sogenannten Kronprinzenwerks, einer Enzyklopädie in 24 Bänden. In dieser Zeit erhielt er auch den Titel eines Hofrats.
Er heiratete 1861 in Wien Marie Eyermann (* 13. August 1842). Das Paar hatte zwei Söhne:
- Alexander (* 4. Januar 1863; † 23. Juli 1918), Literaturhistoriker
- Karl (* 5. Februar 1866)

## Ehrungen (Auswahl)
- 19. Oktober 1865:  Ritterkreuz des Franz-Joseph-Ordens
- 11. Juni 1874:  Ritter III. Klasse des Ordens der Eisernen Krone
- 20. September 1874: Nobilitierung, erblicher österreichischer Ritterstand
- Ehrengrab auf dem Wiener Zentralfriedhof (Ehrengrab, Grab 14A, Nummer 3; Grabdenkmal von Johannes Benk)

## Werke (Auswahl)
Uraufführungen
- Die Revolution des 24. Februar in Paris oder Ludwig Philipp König von Frankreich, Uraufführung Laibach 1848.
- Am Tage von Oudenaarde, Uraufführung am 15. Oktober 1865 im Burgtheater.
- Drahomira, Uraufführung am 30. Dezember 1867 im Burgtheater.
- Dolores, Uraufführung am 17. Oktober 1874 im Burgtheater (weitere Aufführungen in Berlin, Frankfurt am Main, Darmstadt, Budapest und Moskau).
- An der Grenze, Uraufführung 1. Februar 1876 im Wiener Stadttheater.

Drucke
- Heinrich von der Aue. Schauspiel in vier Aufzügen, Philipp Reclam’s jun. Universal-Bibliothek, Nr. 570, Stuttgart 1860.
- Tristan. Romantische Tragödie in fünf Aufzügen, Breslau 1860.
- Dramatische Dichtungen von Jos. Weilen, 2 Bände, Wien und Pest 1865–1868.
- König Erich. Trauerspiel in 4 Aufzügen, Ph. Reclam’s jun. Universal-Bibliothek, Nr. 1480, Stuttgart 1880.